# باشگاه شهید ربیعی
باشگاه ورزشی شهید ربیعی نام باشگاهی ورزشی در شهر سمنان است که در سال ۱۳۸۴ تأسیس شده‌است.
این باشگاه در رشته‌های ورزشی والیبال، والیبال ساحلی، فوتبال، فوتبال ساحلی و سپک تاکرا فعالیت می‌کند.

## افتخارات
- نائب قهرمان لیگ دسته یک والیبال ۸۶-۸۷ و صعود به لیگ برتر والیبال ۸۷-۸۸
- دو بار قهرمانی والیبال ساحلی ایران (۸۷)و (۸۵)
- نائب قهرمان والیبال ساحلی ایران(۸۶)